# Cukrownia „Wieluń”
Cukrownia 'Wieluń – zakład funkcjonujący w Wieluniu w latach 1912–2004.
W 1910 powstało Towarzystwo Akcyjne Cukrowni „Wieluń” (większość udziałów należała do braci Przeworskich), które wykupiło część majątku Niedzielsko i wybudowało na tym terenie w latach 1911–1912 cukrownię. W latach I wojny światowej do cukrowni doprowadzono tory kolejki wąskotorowej Wieluń-Praszka, w 1929 roku wybudowano bocznicę kolei normalnotorowej do linii nr 181. Po II wojnie światowej cukrownię „Wieluń” należącą do Maurycego Przeworskiego znacjonalizowano. W 1997 cukrownia weszła w skład holdingu Śląska Spółka Cukrowa w Łosiowie.

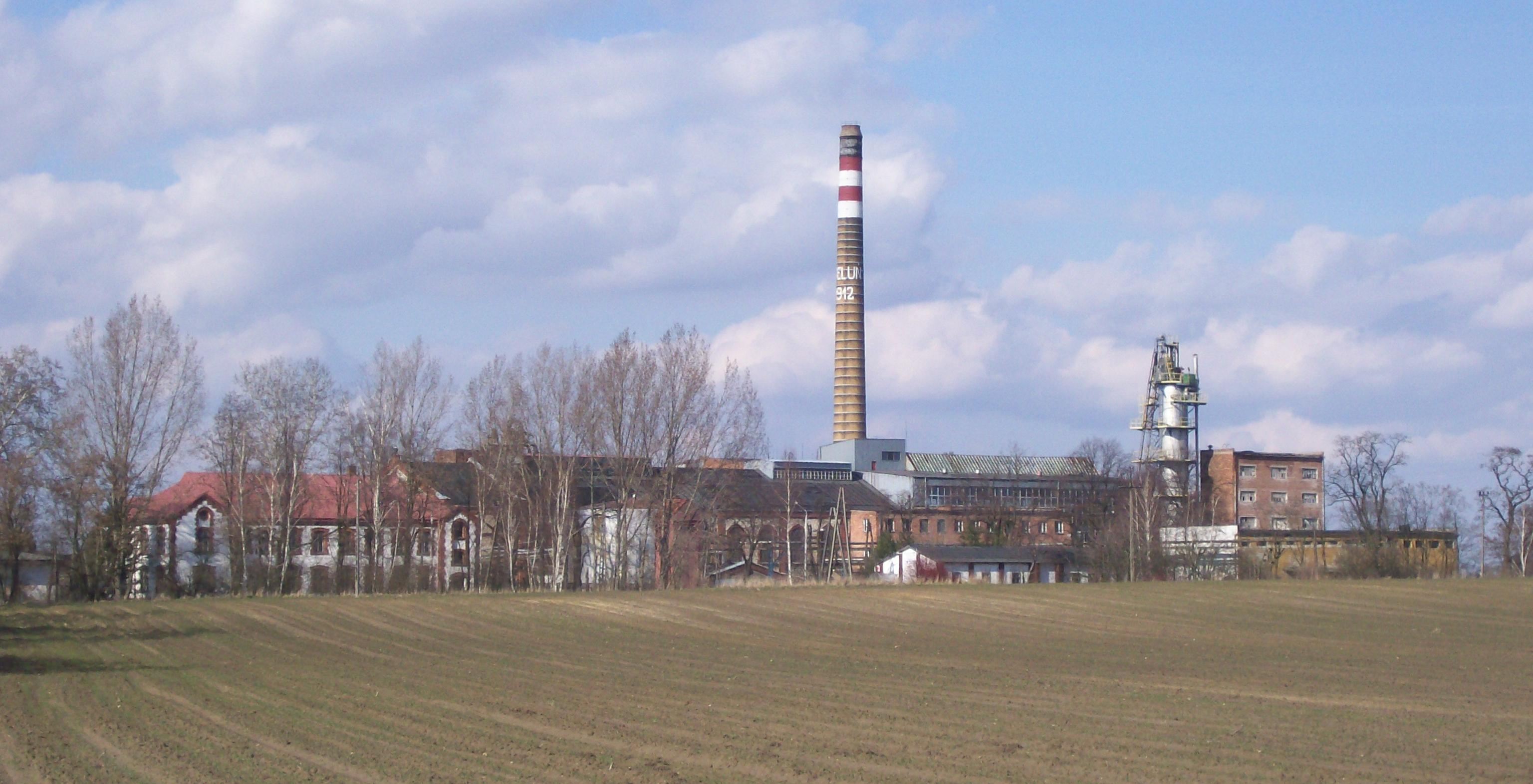
Cukrownia „Wieluń” – widok ogólny

Hala i budynek administracyjny cukrowni „Wieluń” oraz były młyn „Amerykanka” są objęte opieką konserwatorską, ale nie zostały ujęte w rejestrze zabytków. W skład zabytkowego kompleksu cukrowni „Wieluń” wchodzi: budynek biurowy, część hali produkcyjnej, jeden z magazynów, część budynków mieszkalnych. W przeciwieństwie do „Amerykanki” kompleks cukrowni znajduje się na uboczu (z dala od centrum) w dzielnicy Niedzielsko.